# Hemiteó
Hemiteó (en llatí Hemitheon, en grec antic Ἡμιθέων) fou un escriptor de poemes sibarita (nascut a Síbaris a la Magna Grècia) que va escriure una obra poètica obscena.
El menciona Llucià de Samosata i probablement va viure poc abans d'Ovidi, al que aquest autor en fa referència. El poema es titulava Sybaritis. Fabricius l'inclou a la Bibliotheca Graeca.